# Ружа Михајловић (гинеколог)
Ружа Михајловић (Сеча Река, 1910 — 1997) била је гинеколог и акушер. Највећи део свог радног века провела је у Лесковцу.

## Биографија
Рођена је 1910. године у селу Сеча Река у општини Ужице, у свештеничкој породици. Основну и средњу школу завршила је у Ужицу а након завршене средње школе уписала је Медицински факултет у Београду који је завршила је 1935. године. Специјалистички испит из Гинекологије и акушерства положила је на Клиници у Београду.
После завршене специјализације дошла је у Лесковац, 1950. године, заједно са супругом прим. Др Владимиром Михајловићем. У првим годинама после Другог светског рата, Ружа је била једна од две жене гинеколога на простору од Београда до Скопља. Својим особинама, уз богато стручно знање стечено на Клиници у Београду, брзо је оставила добар утисак код својих сарадника у Лесковцу.
Оснивач је диспанзера за жене 1958. године у саставу Диспанзера за децу и омладину. Посебно се истакла као организатор течајева за здравствено просвећивање жена, трудница, породиља и мајки и то у времену када је владало сиромаштво и била ниска здравствена култура. На Гинеколошко-акушерском одељењу са успехом је водила порођајни одсек.
Након смрти доктора Киша Ружа је шест месеци обављала посао вршиоца дужности начелника службе. Никада није била изабрана за начелника службе те је помало разочарана због тога незадовољна напустила Лесковац након пензионисања, 1974. године.
Била је активна у раду Гинеколошко-акушерске секције и Подружнице Српског лекарског друштва, посебно подносећи реферате у којима је саопштавала своја богата искуства гинеколога и акушера.
Преминула је 1997. године.